# Conanthalictus caerulescens
Conanthalictus caerulescens is een vliesvleugelig insect uit de familie Halictidae. De wetenschappelijke naam van de soort is voor het eerst geldig gepubliceerd in 1961 door Timberlake.